# Medieșu Aurit
Medieșu Aurit (Aranyosmeggyes en hongrois) est une commune roumaine du județ de Satu Mare, dans la région historique de Transylvanie et dans la région de développement du Nord-ouest.

## Géographie
La commune de Medieșu Aurit est située dans l'est du județ, dans la plaine alluviale du Someș, sur sa rive droite, à 12 km au sud de Livada et à 21 km à l'est de Satu Mare, le chef-lieu du județ.
La municipalité est composée des sept villages suivants (population en 2002) :
- Băbășești (704) ;
- Iojib (1 140) ;
- Medieș-Râturi (322) ;
- Medieșu-Vii (337) ;
- Medieșu Aurit (2 704), siège de la commune ;
- Potău (1 164) ;
- Românești (878).

## Histoire
La première mention écrite du village de Medieșu Aurit date de 1271 sous le nom hongrois de Megyes. Le village de Potău apparaît plus tot, en 1215 tandis que Românești est mentionné pour la première fois en 1338 et Băbășești et Iojib en 1440. Les villages de Medieș-Râturi et Medieș-Vii ne sont des villages reconnus que depuis 1956, ils étaient auparavant inclus dans Medieșu Aurit.
Cependant, les villages de la commune ont été peuplés bien plus tôt. Des fouilles ont prouvé l'existence d'habitations dès l'Âge du bronze et celui du fer. En 1903, un trésor composé de 107 pièces d'argent de l'époque romaine fut découvert ainsi que des restes daces.
La commune, qui appartenait au royaume de Hongrie, faisait partie de la principauté de Transylvanie et elle en a donc suivi l'histoire. En 1278, un château existait déjà à Medieșu Aurit. Ce château fut reconstruit au XVIe siècle par Sigismond Lónyai dans le style Renaissance et devint un des plus beaux palais de Transylvanie. Après la révolte de sa fille Anna Lónyai, les biens de la famille furent confisqués et donnés aux Wesselényi.
Après le compromis de 1867 entre Autrichiens et Hongrois de l'empire d'Autriche, la principauté de Transylvanie disparaît et, en 1876, le royaume de Hongrie est partagé en comitats. Medieșu Aurit intègre le comitat de Szatmár (Szatmár vármegye).
À la fin de la Première Guerre mondiale, l'Empire austro-hongrois disparaît et la commune rejoint la Grande Roumanie au traité de Trianon.
En 1940, à la suite du deuxième arbitrage de Vienne, elle est annexée par la Hongrie jusqu'en 1944, période durant laquelle sa communauté juive est exterminée par les nazis. Le château, qui avait été restauré en 1941, est brûlé par les Allemands au moment de leur retraite en 1944. La commune réintègre la Roumanie après la Seconde Guerre mondiale au traité de Paris en 1947.

## Politique
Le Conseil Municipal de Medieșu Aurit compte 15 sièges de conseillers municipaux. À l'issue des élections municipales de juin 2008, Gheorghe Robaș (PD-L) a été élu maire de la commune.
| Parti                                                | Nombre de conseillers |
| ---------------------------------------------------- | --------------------- |
| Parti démocrate-libéral (PD-L)                       | 6                     |
| Parti national libéral (PNL)                         | 3                     |
| Union démocrate magyare de Roumanie (UDMR)           | 2                     |
| Parti de la Nouvelle Génération - Chrétien-démocrate | 2                     |
| Parti social-démocrate (PSD)                         | 2                     |

## Religions
En 2002, la composition religieuse de la commune était la suivante :
- Chrétiens orthodoxes, 74,10 % ;
- Réformés, 14,36 % ;
- Catholiques romains, 5,79 % ;
- Grecs-Catholiques, 3,24 % ;
- Pentecôtistes, 0,96 % ;
- Baptistes, 0,74 %.

## Démographie
En 1910, à l'époque austro-hongroise, la commune comptait 4 479 Roumains (66,66 %) et 2 706 Hongrois (37,66 %).
En 1930, on dénombrait 4 973 Roumains (69,00 %), 1 818 Hongrois (25,20 %), 311 Juifs (4,31 %), 83 Tsiganes (1,15 %) et 15 Allemands (0,21 %).
En 1956, après la Seconde Guerre mondiale, 6 296 Roumains (76,45 %) côtoyaient 1 799 Hongrois (21,85 %), 67 Tsiganes (0,82 %), 43 Allemands (0,52 %) et 21 rescapés juifs (0,26 %).
En 2002, la commune comptait 5 691 Roumains (78,50 %), 1 337 Hongrois (18,44 %), 184 Tsiganes (2,53 %) et 36 Allemands (0,49 %). On comptait à cette date 2 740 ménages et 2 540 logements.
| 1880  | 1890  | 1900  | 1910  | 1920  | 1930  | 1941  | 1956  | 1966  |
| ----- | ----- | ----- | ----- | ----- | ----- | ----- | ----- | ----- |
| 5 628 | 6 098 | 7 084 | 7 186 | 7 152 | 7 212 | 7 967 | 8 235 | 8 537 |

| 1977  | 1992  | 2002  | 2007  | - | - | - | - | - |
| ----- | ----- | ----- | ----- | - | - | - | - | - |
| 8 259 | 7 015 | 7 249 | 7 252 | - | - | - | - | - |

## Économie
L'économie de la commune repose sur l'agriculture (vergers, fraises, cassis, vignes, légumes). La commune possède une usine de fabrication d'eau-de-vie très connue en Roumanie, la société Zetea, qui commercialise des alcools faits à base de prunes. Medieșu Aurit dispose aussi d'une unité de conditionnement de bentonite.

## Communications

### Routes
Medieșu Aurit est située entre la route régionale DJ192 Satu Mare-Odoreu-Apa et la route nationale DN19 (Route européenne 81) Ukraine-Baia Mare-Cluj-Napoca, ce qui lui assure de très bonnes relations avec le reste du pays. La route régionale DJ195 mène vers le nord à Iojib et vers le sud au village de Potău où un pont est en construction qui permettra de traverser le Someș.

### Voies ferrées
Medieșu Aurit possède une gare sur la ligne des chemins de fer roumains (Căile Ferate Române) Satu Mare-Baia Mare.

## Lieux et monuments
- Medieșu Aurit, église réformée du XIXe siècle[11].
- Medieșu Aurit, église orthodoxe datant de 1892[11].
- Medieșu Aurit, église catholique romaine du XVIe siècle, classée monument historique[11].
- Medieșu Aurit, manoir Eduard Grosz du début du XXe siècle, mairie actuelle[12].
- Medieșu Aurit, manoir Iosif Boros[12].
- Băbășești, église orthodoxe datant de 1818[11].
- Iojib, église orthodoxe de 1886[11].
- Iojib, lacs pourvus d'agréables plages qui sont un des lieux de baignade les plus populaires du județ[12].
- Potău, église orthodoxe de 1878[11].
- Potău, église grecque-catholique des Sts Archanges datant de 1875[11].
- Românești, église orthodoxe de 1873[11].
- Românești, église grecque-catholique de 1871[11].